# آکسفورد بایومدیکا
آکسفورد بایومدیکا (انگلیسی: Oxford BioMedica) شرکت صنایع داروسازی بریتانیایی است، که در سال ۱۹۹۵ تأسیس شد.